# Kara Wang
Pour les articles homonymes, voir Wang.
Kara Wang, née le 6 décembre 1989, est une actrice sino-américaine. Elle est connue pour ses rôles dans les séries télévisées The Power Couple, Good Trouble et Goliath.

## Filmographie

### Cinéma
- 2011 : Megan Is Missing : Kathy
- 2012 : Shanghai Calling : Esther
- 2020 : The Calm Beyond : Asha
- 2021 : Dinner Party : Shannon
- 2022 : Top Gun : Maverick[2] : Lieutenant Callie 'Halo' Bassett

### Télévision

#### Séries télévisées
- 2013 : The Diamond's Dream : Lin Yanrong (5 épisodes)
- 2014 : No Pets or Foreigners : Lingling
- 2016 : Game Shakers : Gina (2 épisodes)
- 2016 : Journey to the East : Summer
- 2016–2017 : Jane the Virgin : Alice Maxwell (2 épisodes)
- 2019 : The Power Couple : Esther Chang (6 épisodes)
- 2019–2023 : Good Trouble : Sumi (19 épisodes)
- 2021 : The Rookie : le flic de Los Angeles : June Zhang
- 2021 : Goliath : Lisa (4 épisodes)

#### Téléfilms
- 2022 : Christmas at the Golden Dragon : Romy Chen